# Roussy-le-Village
Roussy-le-Village település Franciaországban, Moselle megyében. Lakosainak száma 1559 fő (2022. január 1.). Roussy-le-Village Hettange-Grande, Boust, Breistroff-la-Grande, Basse-Rentgen és Zoufftgen községekkel határos.

## Népesség
A település népessége az elmúlt években az alábbi módon változott:
| Lakosok száma | 614  | 794  | 934  | 1120 | 1284 | 1332 | 1369 | 1408 | 1443 | 1559 |
|               | 1968 | 1982 | 1990 | 2006 | 2013 | 2015 | 2017 | 2019 | 2020 | 2022 |